# Neosisyphus tai
Neosisyphus tai là một loài bọ cánh cứng trong họ Bọ hung (Scarabaeidae).